# ノヴァーク・カタリン
ノヴァーク・カタリン（ハンガリー語: Novák Katalin Éva、1977年9月6日 - ）は、ハンガリーの政治家。2022年5月10日から2024年2月26日まで同国大統領（第6代）を務めた。元家族政策担当大臣。

## 経歴
チョングラード県セゲドに生まれた。1996年、Ságvári Endre Secondary Schoolを卒業。ブダペシュト・コルヴィヌス大学で経済学を学び、セゲド大学で法律を学んだ。在学中、パリ第10大学に留学した。英語、フランス語、ドイツ語を話す。
2001年、外務省に入省。EU、欧州関係を担当した。2014年、人材育成省の家族・若者担当局の秘書官となる。2020年10月1日、家族政策担当大臣に就任。子育て支援のための減税やローンの導入に取り組んだ。
2017年から2021年まで、フィデス＝ハンガリー市民同盟の副党首を務めた。
2019年、フランスのレジオンドヌール勲章シュヴァリエと、ポーランドのメリット勲章を受章した。
2021年12月21日、オルバーン・ヴィクトル首相から、任期満了に伴う大統領選挙の候補者に指名された。2022年3月10日、国会で行われた大統領選任投票で、野党側のペテル・ローナを大差で破り初当選した。同年5月10日に就任。
2023年4月にローマ教皇フランシスコがハンガリーを訪問したことにあわせて25名に対して恩赦を実施。2024年2月にそのリストが公表されたところ、その中に国営の児童養護施設の施設長が子供たちに対して行った性的虐待の申し立てを被害者に撤回するよう強要した罪で懲役8年の実刑判決を受け投獄されていた男性が含まれていたことが判明。野党支持者から辞任表明が噴出し、伝統的な家族の価値観を重視する与党にも困惑を引き起こした。2月10日にテレビ演説で恩赦を行ったことを謝罪し、大統領からの辞任を表明した。